# Tvrdalj Petra Hektorovića
Tvrdalj (Tvardoj), dvorac pjesnika Petra Hektorovića, najpoznatiji je spomenik Staroga Grada na Hvaru.

## Povijest
Sagrađen je arheološkim ostacima antičke vile. Uz način kako su onodobni zidovi, uz doslovnu primjenu opisa i funkcija što ih donosi rimski pisac, daje dojam da gradnja Tvrdalja nije tek samo gradnja ljetnikovca, nego pokušaj cjelovite restauracije antičke vile. Nasuprot poganskim idealima suvremenika, djelo je prožeto kršćanskom kontemplacijom raja nadahnutom Danteom i drugim velikim uzorima kojima se divio.
Literarni predložak za gradnju jest opis vile u Cassinu Marka Terencija Varona u djelu De re rustica. Hektorović je na svom posjedu u Starom Gradu napravio avijarij, kunićnjak ribnjak, te njen precizno opisan triklinij i musaeum s natpisima. Doslovnu primjenu Terencijeva naputka potvrđuje ukrašavanje vile natpisima uklesanima u kamenu.
Tvrdalj je postupno građen tijekom stoljeća u Tvrdaljskoj uvali uz brojne pregradnje i nadogradnje. Obitelj Hektorović se tek 1448. spominje kao vlasnik posjeda Tvrdalja kada dobivaju dozvolu za gradnju kuće te ih s vremenom podižu čak četiri. Nakon smrti oca, Petar otkupljuje dijelove Tvrdalja od svojih rođaka (do 1540.) te ga počinje pretvarati u ladanjski kompleks s perivojem oko ribnjaka. Tvrdalj spaja obrambeni i ladanjski tip arhitekture (kaštel i dvorac) što mu daje poseban izgled utvrđene renesansne vile. Uskoro Petar pred Turcima bježi u Italiju odakle se vraća 1541. i započinje s utvrđivanjem Tvrdalja prema vlastitim zamislima i uz pomoć domaćih majstora što se očituje u jednostavnom i rustičnom izgledu kompleksa. Prije toga je sagrađena samo altana na sjevernom zidu koja je danas okružena zgradama na istočnoj i zapadnoj strani. Na SI kutu se gradi dvokatna retirata, a planiran je bio i revelin u JI uglu te kaštel na JZ. 1571. Tvrdalj su napali i zapalili Turci pa Petar nije uspio dovršiti revelin i kaštel, a i ostali dijelovi Tvrdalja su bili dosta oštećeni. Nakon Petrove smrti, Tvrdalj je podijeljen između njegovih rođaka i u ruševnom je stanju, a postepeno se počinje popravljati tek krajem 17. st. i početkom 18. st. 1834. prestaju vrijediti mletački zakoni kojima su bile zaštićene odredbe oporuke Petra Hektorovića o gradnji na Tvrdalju pa Tvrdalj sada doživljava velike građevinske zahvate: ruši se južni zid kompleksa, preuređuje se revelin, grade se svodovi oko ribnjaka, a cijeli kompleks se podiže na dva kata dok se na SI podiže nova dvokatnica. U ovom je razdoblju nasipana i uvala pred Tvrdaljem. U 20. st. veće promjene doživljava revelin 1901. kada je srušen njegov istočni zid i sagrađena kuća iznad svoda i cisterna do vrata kojima se i danas ulazi u taj dio Tvrdalja.
Najveća znamenitost Tvrdalja je bez sumnje njegov ribnjak s bočatom vodom, nastanjen ciplima. Ribnjak je vjerojatno nastao na ostatku neke antičke piscine ili lučke naprave. Iza ribnjaka, prema jugu, pruža se brižno njegovan perivoj.
Pjesnik je na Tvrdalju postavio nekoliko desetaka natpisa na latinskom i hrvatskom te jedan na talijanskom jeziku. Natpisi su većinom pisani u moralističkom tonu u duhu humanizma. Čitav je sklop posvećen Stvoritelju Svega (OMNIVM CONDITORI). Jedna od zanimljivosti Tvrdalja je zahod SI od altane iznad kojeg je natpis “Ako znaš što si, zašto se oholiš“ (SI TE NOSTRI CVR SVUPERBIS). Natpis nad ulaznim vratima upućuje da je pjesnik Tvrdalj sagradio za sebe i za svoje prijatelje, no drugi nam natpisi ukazuju da je gostoprimstvo je bilo pružano i putnicima (PRO ITINERANNTIBUS) i siromasima (PRO PAUPERIBUS).

## Vanjske poveznice
|  | Zajednički poslužitelj ima još gradiva o temi Tvrdalj Petra Hektorovića |